# Flynas
Flynas (arabiska: طيران ناس, IATA: XY, ICAO: KNE), av bolaget skrivet flynas, är ett saudiarabiskt lågprisflygbolag med huvudkontor i Riyadh och bas på Riyadhs internationella flygplats. 
Flygbolaget grundades år 2007 som Nas Air och fick sitt nuvarande namn den 13 november 2013. Bolaget  blev medlem av IATA i februari 2020.
Flynas har totalt 53 plan av typerna Airbus A320-200,  Airbus 320neo och Airbus A330 (2024) och flyger till 70 destinationer i Mellanöstern, Asien, Europa och Afrika. Under 2023 transporterade bolaget 11 miljoner passagerare och började flyga till 57 nya destinationer.